# Premier Padmini

La Premier Padmini est une voiture produite par le constructeur indien Premier Automobile Limited (PAL) sous licence Fiat Auto à partir de 1973. Elle est en tous points identique à l'original italien, la Fiat 1100-103D, dont l'origine remonte à 1953.

## Histoire
À partir de 1954, Premier est choisi par le constructeur italien Fiat Auto pour d'abord monter la Fiat 500 Topolino puis sa berline 1100-103 A en NED pour le marché local. Plus tard, avec les impositions du gouvernement indien qui limitèrent à 7 le nombre de constructeurs nationaux autorisés, Fiat Auto et PAL-Premier décidèrent de la produire en Inde avec une intégration locale importante. De simple assembleur, Premier devenait ainsi un constructeur à part entière. 
En 1967, à la suite d'un nouvel accord, Fiat installe une ligne de montage de la Fiat 1100D chez Premier, pour remplacer le modèle précédent.
L'accord de coopération venant à expiration en juin 1973, et la Fiat 1100-103D étant la voiture la plus appréciée du marché, Fiat cède à Premier une licence de fabrication et sa ligne de production, capable de fabriquer 40 000 exemplaires par an. 
Premier poursuivra la fabrication de la Fiat 1100-103D en la rebaptisant "Padmini", qui deviendra la voiture par excellence des taxis indiens, jusqu'en 2000.
En 1991, Premier équipe une version baptisée Padmini 137D d'un moteur Diesel du fabricant italien "Fratelli Negri Motori" - FNM.
Au total, ce seront plus d’un million de Fiat 1100D qui ont été fabriquées en Inde pour le seul marché local, sous les marques Fiat et Premier. 
La production globale de la série Fiat 1100-103 a dépassé 3 800 000 exemplaires dans le monde.
La Fiat Premier Padmini est la voiture par excellence des taxis indiens dont 53 000 exemplaires sont encore en circulation en 2008 et affichent une moyenne de 26 ans d'âge et plus de deux millions de kilomètres au compteur.

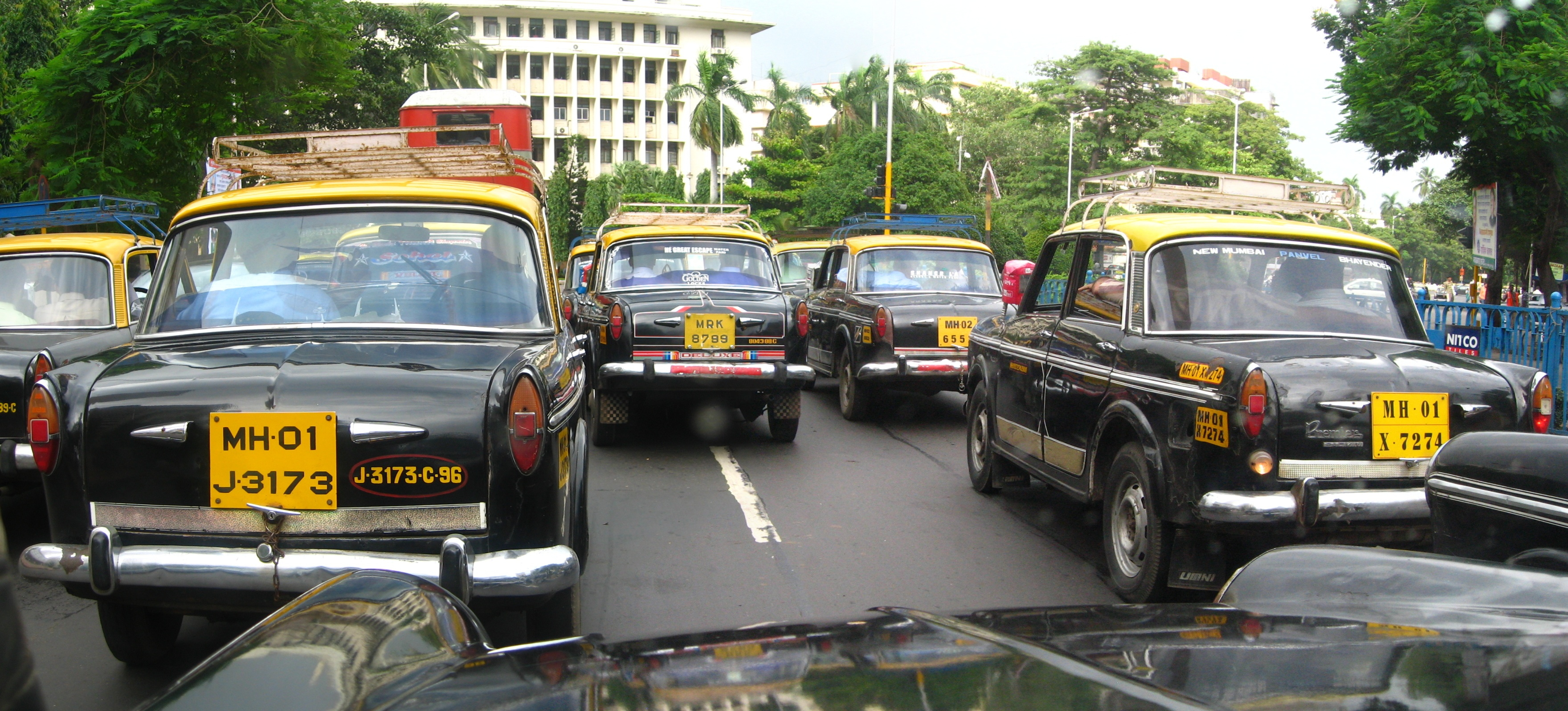
Taxis Fiat Premier Padmini en 2007 à Bombay

Une campagne anti-pollution, qui a justifié l'arrêt de la production du modèle en 1999, a permis de financer l'installation de systèmes de carburation au gaz de pétrole liquéfié. En 2007, le gouvernement lança une campagne pour remplacer ces très anciennes voitures, mais les taxis indiens refusèrent car les taxis Fiat jaune et noir sont une partie intégrante et immuable de Bombay et de son paysage depuis plus de trois décennies même si leurs compteurs mécaniques ne donnent plus d'indications fiables depuis longtemps sur le montant des courses. Nitin Dossa, président exécutif de la West Indian Automobile Association, s'est vu opposer un refus unanime des chauffeurs de taxi, par la voix de leur représentant Vijay Kumar Jaiswal qui estime que le remplacement des vieilles Fiat n'est pas justifié car c'est une voiture fiable, dont l'entretien est peu coûteux et surtout pourquoi investir dans une nouvelle voiture alors que la leur fonctionne à merveille ? Il ajoute, « Je n'ai pas d'argent pour acheter une nouvelle voiture, mais si le gouvernement veut échanger ma voiture contre une nouvelle Fiat, j'accepte. »
Surnommée la Kali Peeli (en hindi : काली-पीली (kālī-pīlī), « la noire-et-jaune » en français), la Fiat Premier Padmini est définitivement retirée de la circulation dans Bombay à partir du 29 octobre 2023, bien que devenue un élément emblématique de la ville. À cette date, le dernier véhicule-taxi de ce type à avoir été immatriculé ayant atteint 20 ans, correspondant ainsi à la limite de circulation du modèle fixée par la municipalité. Plus de 40 000 exemplaires de ce genre existent à Bombay à ce moment.